# Senat Diepgen I
Der Senat Diepgen war vom 9. Februar 1984 bis zum 18. April 1985 die Regierung von West-Berlin.
| Amt                                           | Name                 | Partei | Partei |
| --------------------------------------------- | -------------------- | ------ | ------ |
| Regierender Bürgermeister                     | Eberhard Diepgen     |        | CDU    |
| Bürgermeister                                 | Heinrich Lummer      |        | CDU    |
| Senator für Inneres                           | Heinrich Lummer      |        | CDU    |
| Senator für Bau- und Wohnungswesen            | Klaus Franke         |        | CDU    |
| Senator für Finanzen                          | Gerhard Kunz         |        | CDU    |
| Senator für Gesundheit, Soziales und Familie  | Ulf Fink             |        | CDU    |
| Senator für Justiz                            | Hermann Oxfort       |        | FDP    |
| Senatorin für Schulwesen, Jugend und Sport    | Hanna-Renate Laurien |        | CDU    |
| Senator für Bundesangelegenheiten             | Rupert Scholz        |        | CDU    |
| Senator für Kulturelle Angelegenheiten        | Volker Hassemer      |        | CDU    |
| Senator für Wissenschaft und Forschung        | Wilhelm Kewenig      |        | CDU    |
| Senator für Stadtentwicklung und Umweltschutz | Horst Vetter         |        | FDP    |
| Senator für Arbeit und Betriebe               | Edmund Wronski       |        | CDU    |
| Senator für Wirtschaft und Verkehr            | Elmar Pieroth        |        | CDU    |